# Kiko et les Animaux
 (juillet 2025).
Pour plus de détails, voir Fiche technique et Distribution.
Kiko et les Animaux est un film d'animation de court métrage franco-suisse réalisé par Yawen Zheng et sorti en 2020.

## Fiche technique
- Titre anglais : Kiko et les Animaux
- Réalisation : Yawen Zheng
- Scénario : Yawen Zheng
- Décors : Éloïc Gimenez
- Costumes :
- Animation : Titouan Bordeau, Toby Jackman, Lisa Matuszak et Morten Riisberg Hansen
- Photographie : Yawen Zheng et Guillaume Levasseur
- Montage : Antoine Rodet
- Musique : Nathanaël Bergèse
- Son : Flavien Van Haezevelde
- Producteur : Reginald de Guillebon et Nicolas Burlet
- Société de production : Folimage et Nadasdy Film
- Société de distribution : Folimage
- Pays d'origine :  France et  Suisse
- Langue originale : français
- Format : couleur
- Genre : Animation
- Durée : 7 minutes
- Dates de sortie :
  - France : 14 juin 2021 (Annecy)

## Distribution
- Colin Larue Lucas : Kiko
- Nathalie Fort
- Emma Demire
- Ana Tessier
- Lila Tessier
- Vincent Tessier

## Distinctions
- 2021 : Prix du court métrage Jeune Public au festival international du film d'animation d'Annecy